# 世紀の落球
「世紀の落球」（せいきのらっきゅう）とは、野球の試合において守備側の選手が、確実に捕球できると思われた打球などを落球する失策を犯し、試合の勝敗を左右する結果となった場合に、その重要性を強調するために用いられる修辞的表現。報道などで「世紀の落球」と称された事例はいくつもあるが、以下では代表的な事例について述べる。

## 1961年：日本選手権シリーズ第4戦 巨人対南海
南海と巨人の間で争われた1961年の日本シリーズは、雨天による順延が重なり、ようやく1961年10月29日に巨人の2勝1敗で第4戦を迎え、後楽園球場で試合が行われた。8回まで巨人が2対1とリードしていたが、9回表に広瀬叔功が2ラン・ホームランを放ち逆転、その裏、無死一塁から南海のリリーフとしてマウンドに立ったジョー・スタンカは二死をとり、巨人が代打に送った藤尾茂の打球は一塁へ飛球を打ち上げゲームセットかと思われた。ところが、一塁手の寺田陽介が落球して二死一・二塁となり、続く長嶋茂雄の三塁内野安打で満塁、エンディ宮本（宮本敏雄）の右前打で2走者が生還して巨人のサヨナラ勝ちとなった。
この経緯の中では、宮本への投球の判定をめぐって球審円城寺満への猛烈な抗議が行われるなど緊張した雰囲気があり、試合終了前後にはスタンカが円城寺に接触したことをきっかけに乱闘状態になるという前代未聞の結末となった。シリーズは4勝2敗で巨人が制し、寺田の落球は「世紀の落球」として広く知られることになった。

## 1973年：セントラル・リーグ 阪神対巨人 18回戦
1973年8月5日に阪神甲子園球場で行われたセントラル・リーグの阪神対巨人18回戦は、3回途中からリリーフした阪神のエース江夏豊が好投し、2対1と阪神のリードで9回を迎えた。9回表の巨人の攻撃は、先頭打者の高田繁のヒットを足がかりに二死一・三塁としたが、黒江透修の打球は平凡なセンターへの飛球となった。ところが、捕球しようとした中堅手の池田純一（当時の登録名は『池田祥浩』）が芝生に足を取られて仰向けに転倒してしまった。打球はセンター後方へ抜けて2走者が生還し、2対3と巨人が逆転してそのまま勝利した。
池田は転倒したため、ボールには触っておらず、厳密にいえばこのプレーは「落球」には当たらない。記録上も三塁打とされており、このプレーで池田に失策は付かなかった。
この年のペナントレースは、巨人と阪神が激しく競り合い、最終的に0.5ゲーム差で巨人が優勝した。シーズン終了後、あと1勝していれば優勝できたと感じた阪神ファンが遡って戦犯を探すようになり、池田の8月5日の試合における転倒が「世紀の落球」とされ、不正確な誇張も含んだ形で阪神ファンの間で語られるようになった。

## 1979年：第61回全国高等学校野球選手権大会 箕島対星稜
1979年8月16日に阪神甲子園球場で行われた第61回全国高等学校野球選手権大会3回戦、箕島高校（和歌山）対星稜高校（石川）の試合は長い延長戦に入っていた。16回表に星稜が1点を勝ち越して3対2とし、リードを保って16回裏二死無走者という場面を迎える。ここで箕島の森川康弘（のち三菱自動車水島）が一塁後方にファウルフライを打ち上げたが、星稜の加藤直樹（のち北陸銀行）はファウルグラウンドに敷かれた人工芝に躓いて転倒してしまい、捕球できなかった。命拾いした箕島の森川は同点本塁打を放ち、試合を振り出しに戻した。最終的には18回裏に箕島の上野敬三（のち巨人軍）がサヨナラ安打を打って勝利した。
16回裏の「捕れば星稜の勝ち」という場面での一塁手の転倒は、「世紀の落球」とも呼ばれる。なお星稜の一塁手は転倒した際に打球に触れておらず、記録上このプレーは落球（失策）ではない。

## 1985年：セントラル・リーグ 阪神対巨人 1回戦
1985年4月16日に阪神甲子園球場で行われたセントラル・リーグの阪神対巨人1回戦は、巨人が中畑清のソロ・ホームランなどで2対0とリードし、4回裏の阪神の攻撃を迎えた。巨人先発の加藤初は、二死をとった後、掛布雅之にソロ・ホームランを浴び、続く岡田彰布に四球を与えた。次の佐野仙好の打球は二塁後方へ飛球となり、中堅手のウォーレン・クロマティと遊撃手の河埜和正がこれを追い、背走して落下点に入った河埜が捕球するものと思われたが、河埜は落球してしまう。二死でいち早くスタートを切っていた岡田は一挙に本塁に生還して2対2の同点となった。阪神はさらに攻撃を続け、この回に合計7点を奪って逆転し、その後にダメ押しの加点もあって10対2で勝利した。
この年の阪神は、この落球があった翌日の対巨人2回戦で、いわゆる「バックスクリーン3連発」が飛び出すなど強力な打線を擁し、21年ぶりのリーグ優勝と初の日本シリーズ制覇を遂げたが、河埜の落球も「世紀の落球」と称され、阪神を勢いづかせたエピソードのひとつとして語り草にされるようになった。

## 2008年：北京オリンピック野球競技 準決勝 日本対韓国
2008年北京オリンピックの野球競技では、日本代表の一員だったG.G.佐藤が、準決勝の韓国戦、3位決定戦の米国戦で失点につながる落球を重ね、以降の佐藤はしばしば「世紀の落球」という言葉とともに言及されるようになった。
8月22日の準決勝の韓国戦では、4回表終了時点で日本が2-0とリードしていたが、4回裏に李容圭の左前安打を左翼手の佐藤がトンネルしたことから1点を返され、7回裏にも1点を返されて2-2の同点となった。8回裏に岩瀬仁紀が李承燁に2点本塁打を喫して2-4と逆転され、なおも二死一塁という場面で高永民が左翼に飛球を打ち上げるが、これを佐藤が落球して日本は5点目を失う。日本はこの回さらに1点を奪われ、2-6で韓国に敗れた。
翌8月23日の米国との3位決定戦では、3回表終了時点で日本が4-1とリードしていたが、3回裏に左翼手の佐藤が先頭打者の飛球を落球したことをきっかけに一死一二塁のピンチを迎え、同点となる3点本塁打を喫した。その後5回裏に4点を奪われ、日本は4-8で米国に敗れた。
佐藤は2017年のインタビューで、日本代表では左翼手で起用されたが所属チームの西武では右翼手であったため、左翼手として不慣れで準備不足だったと反省している。また最初のエラー（韓国戦4回裏のトンネル）を精神的に引きずってしまい、落球を繰り返すこととなったとも述べている。

## 2010年：第92回全国高等学校野球選手権大会 開星対仙台育英
2010年8月11日に阪神甲子園球場で行われた第92回全国高等学校野球選手権大会1回戦・第2試合での、開星高校（島根）対仙台育英高校（宮城）戦において、9回表二死の時点でリードしていた開星は、飛球の落球によって逆転され、その後裏の攻撃で再逆転に迫るも最終的に敗戦。その悲劇性から、発端となった開星の落球は「世紀の落球」と呼ばれた。

### 試合の流れ
仙台育英は木村謙吾が、開星は2年生エース・白根尚貴がそれぞれ先発投手として登板したが、木村は7回までに5点を失い（自責点4点）降板して1塁の守備に回り、白根は6回までに3点を奪われたもののその後を抑え、5対3と仙台育英からリードを保ったまま9回の攻防を迎えた。
白根は9回表も続投し、この回の先頭打者であった5番打者・木村を左飛に打ち取り、続く6番打者で代打として出場した2年生・山本祐右(ネッツトヨタ仙台)から三振を奪って二死とした。
しかし、直後に乱れ始めた白根は、7番打者・佐々木憲(福島ホープス)に中前安打、8番打者・庄子光(同志社大学)に死球で出塁され、続く9番打者・田中一也(JR東日本東北)には、開星の遊撃手・大畑悠人(ジェイプロジェクト)の失策によって1点を返され5対4とし、さらに1番打者・三瓶将大(東北マークス)に中前安打を浴び満塁とされた。
続く2番打者・日野聡明(東北学院大)が放った打球は中堅への平凡な飛球であった。日野が打った瞬間、開星ナインやベンチ、およびこの試合の観客席のほとんどが開星の勝利を確信し、実際に白根はこの瞬間、打球方向を確認するや捕手と正対してガッツポーズをしていた。ところが、開星の中堅手・本田紘章が飛球を誤って落球、一転して仙台育英の走者を2人生還させてしまうタイムリーエラーとなり、5対6と逆転を許した。
白根は、3番打者・佐藤貴規を右飛に打ち取り9回表を終えたが、9回裏の開星の攻撃は二死一・二塁としたものの、最後は1番打者・糸原健斗が放った左中間への大飛球を左翼手・三瓶将大がダイビングキャッチで好捕するというファインプレーに阻まれ結局無得点に終わり、試合は5対6、仙台育英の勝利で終了した。

### スコア
|          | 1 | 2 | 3 | 4 | 5 | 6 | 7 | 8 | 9 | R | H  | E |
| -------- | - | - | - | - | - | - | - | - | - | - | -- | - |
| 仙台育英 | 0 | 0 | 0 | 1 | 0 | 2 | 0 | 0 | 3 | 6 | 11 | 2 |
| 開星     | 1 | 0 | 0 | 2 | 0 | 0 | 2 | 0 | 0 | 5 | 8  | 3 |

1. （仙台育英）：木村、田中 - 嵯峨、千葉、佐藤
2. （開星）：白根 - 出射
3. 審判
［球審］田中
［塁審］小林、南谷、井汲
4. 試合時間：2時間35分

### 当事者の声
白根は、落球が起きた瞬間について「何が起こったのかわからなかった」と振り返っており、また直後にそれがタイムリーエラーとなったとわかった際には「まさか落とすとは…」と呆然としたという。
本田は、「捕ってから考えればいいことを捕る前から考えていた」ことが落球の原因であると後に語っている。落球直後は「これは夢か」と自らの落球を受け入れられない状態となっていたという。
その後、本田は、大阪体育大学に進学し、全日本大学野球選手権大会にも出場。大学進学の際には、本田に対し、白根は「大学では落とすなよ」と後輩ながらもアドバイスし、同学年の糸原も「落としたくて落としたんじゃないもんな」とそれぞれ気を掛けていた。本田はこの落球での反省と教訓を活かし、大学4年間では試合での落球ゼロを達成した。卒業後は自動車ディーラーのトヨペット店（島根トヨペット）に就職した。